# Teoría del reemplazo
Para la teoría conspirativa, véase El gran reemplazo.
En teología, la Teoría del Reemplazo, también llamada teología de la suplantación o teoría de la substitución o supersesionismo, implica una interpretación parcial del Nuevo Testamento cuyo argumento es que la actual relación de Dios con los cristianos reemplaza la relación que anteriormente tenía con el Pueblo de Israel.
Las expresiones bíblicas de las relaciones de Dios con la humanidad se conocen como Testamentos, el argumento de la Teoría del Reemplazo es que el Evangelio o Nuevo Testamento de Dios con la Iglesia reemplaza aquel que lo precede, es decir, el Testamento que contiene el Pacto y la Alianza con el Pueblo de Israel (Am Israel), sustituyendo particularmente la Ley Mosaica o Torá.

## Etimología
La palabra superasientismo viene del verbo "reemplazar", "sustituir" del latín sedeo, sedere, sedi, sessum, "sentarse", y el prefijo super, "sobre, super". Significa una cosa siendo reemplazada o suplantada por otra.
La palabra supersesión o sobresesión se utilizó por Sydney Thelwall en el título del capítulo tercero de su traducción de 1870 de la obra de Tertuliano Adversus Iudaeos (escrita entre el 198 y el 208). El título se proporciona por Thelwall; no es el original en latín. El término supersesionismo fue desarrollado alrededor de la década de 1980s en el mundo académico occidental para retratar los puntos de vista cristianos tradicionales sobre el asunto.

## Tipos de Reemplazo
Tanto los teólogos cristianos como judíos han identificado diferentes tipos de teorías de reemplazo en la lectura cristiana de la Biblia.

### Interpretación cristiana
R. Kendall Soulen considera que tres categorías de reemplazo son identificadas por teólogos cristianos: punitivo, "económico" y estructural.
La Teoría del Reemplazo punitivo es representado por las citas de Hipólito, Orígenes y Lutero.
- Hipólito de Roma (considerado por los cristianos mártir el 13 August 235): "[Los judíos] han sido oscurecidos a los ojos de tu alma con una oscuridad total y definitiva."

Orígenes (circa 185 a 254): "[Los judíos] nunca serán devueltos a su antigua condición."
Más de un milenio después, con la llegada del protestantismo, Martín Lutero (1483–1546) escribió,
- "Los judíos, ciertamente rechazados por Dios, no son más su pueblo, y tampoco es El ya más su Dios."

Es punitivo por la idea de que los judíos, los cuales rechazan a Jesús como Mesías son en consecuencias condenados por Dios, perdiendo el derecho a las promesas que se les debían según el testamento. La Teoría del Reemplazo económico no se refiere al dinero, sino que es usada en el sentido técnico teológico de función (ver trinidad económica). Es la postura de que el propósito práctico de la nación de Israel en los planes de Dios es reemplazado por el rol de la Iglesia (representado por las citas de Justino y Agustín).
Agustín de Hipona (354–430) parece seguir estas opiniones de los tempranos Padres de la Iglesia.
- "Porque si sostenemos con el corazón firme la gracia de Dios que nos ha sido dada, entonces somos Israel."

- "El pueblo cristiano es en realidad Israel."

Sin embargo, Agustín introduce un nuevo punto de vista en la importancia para la cristiandad de la continuada existencia del pueblo judío.
- "Los judíos ... son entonces por sus propias Escrituras un testimonio para nosotros de que no hemos falsificado las profecías sobre Cristo."

- Justino Mártir (circa 100 a 165): "Porque el verdadero Israel espiritual ... somos nosotros quienes hemos sido guiados a Dios a través de este Cristo crucificado."[4]

La Teoría del Reemplazo estructural es el término de Soulen para la marginalización de facto del Antiguo Testamento (Tanaj hebreo) como normativo para el pensamiento cristiano. En sus palabras, "el supersecionismo estructural se refiere a la lógica narrativa del modelo estándar por el cual se convierten a las Escrituras Hebreas en fundamentalmente indecisas para dar forma a las creencias cristianas sobre como las obras de Dios como Consumador y Redimidor se relacionan con la humanidad en formas universales y duraderas." La terminología de Soulen es usada por Craig A. Blaising, en 'The Future of Israel as a Theological Question'. Véase también la ley bíblica en Cristianismo, Antinomianismo, y Marcionismo. 
Estas tres visiones no son ni mutuamente excluyentes, ni lógicamente dependientes, y es posible sostener las tres o cualquiera de ellas con o sin las otras.

### Interpretación judía
El teólogo y académico rabínico David Novak considera el nuevo pacto, sugiriendo que hay tres opciones:
- El nuevo pacto es una extensión del viejo pacto.
- El nuevo pacto es una adición al viejo pacto.
- El nuevo pacto es un reemplazo del viejo pacto.

Novak observa, "En la temprana iglesia, parece, el nuevo pacto presentado por el Nuevo Testamento fue o tomado como una adición al viejo pacto (la religión de la Torá y la tradición judía farisea, resumida en los Diez Mandamientos), o fue tomado como reemplazo del viejo pacto.
Novak considera que las dos ideas son formas de la Teoría del Reemplazo o Supersesionismo. El designa a la primera como "Teoría del Reemplazo suave" y a la segunda como "Teoría del Reemplazo dura". La primera "no afirma que Dios terminó el pacto del Éxodo-Sinaí con el pueblo judío. En cambio, afirma que Jesús vino a completar la promesa del viejo pacto, primero para aquellos judíos que ya estaban iniciados en el pacto, quienes entonces aceptaron su mesianidad como la completitud del pacto. Y, afirma que Jesús vino tanto para iniciar y completar la promesa del pacto para aquellos gentiles cuya sola conexión con el pacto es a través de él. Por lo tanto, en este tipo de Teoría del Reemplazo, aquellos judíos que no aceptan la mesianidad de Jesús son aún parte del pacto en el sentido de 'lo que Dios ha unido no dejen que ningún hombre lo divida' [énfasis en el original]."
La Teoría del Reemplazo dura, en cambio, afirma que "el viejo pacto está muerto. Los judíos por sus pecados, principalmente por rechazar a Jesús como el Mesías, han perdido el derecho a cualquier estatus testamental." Véase también Antinomianismo.
Esta clasificación provee opciones mutuamente exclusivas. La Teoría del Reemplazo dura implica tanto reemplazo económico como punitivo, mientras que la Teoría del Reemplazo suave no cae en ninguna de estas tres clases reconocidas como supersesionismo por los teólogos cristianos.

## La visión judía
Desde una perspectiva judía, la Torá fue otorgada al pueblo judío como un pacto eterno y nunca será reemplazado ni se le harán adiciones (véase también Deuteronomio, 12:32), y por lo tanto el judaísmo rechaza la Teoría del Reemplazo como contrario a la Biblia hebrea en el mejor de los casos y antisemita en el peor. Para el judaísmo y otros críticos, el supersesionismo es una teología del reemplazo, que substituye a los judíos y los hijos de Noé por la iglesia cristiana, formada por cristianos.
Los supersesionistas, sin embargo, entienden su visión como una teología de la concreción, en la cual ningún judío que verdaderamente cree en el Evangelio es jamás reemplazado (pero para los judíos, una persona que cree en el Evangelio no es judía), y en la cual cualquier judío no creyente (como Ahab o Judas Iscariote) fue nunca parte del pueblo elegido de Dios porque él o ella nunca habían seguido a Dios. Aun cuando el judaísmo anticipa su propia completitud en la llegada de un mesías judío, el cristianismo afirma que Jesús, en su "Segunda Venida", será la concreción de esta esperanza, más que un reemplazo de ella.
Debe ser notado que la creencia cristiana tradicional en la Teoría del Reemplazo (aún sostenida por la Iglesia Católica pero no en ciertos movimientos protestantes que siguen una teoría diferente llamada "Dispensacionalismo") es considerada ofensiva para los judíos modernos y es muchas veces citada por los historiadores como una de las raíces del antisemitismo en la cultura occidental.

## Posición oficial de la Iglesia católica
- Supersesionismo no es el nombre de ninguna doctrina oficial de la Iglesia católica y el término no figura en documentos oficiales de la Iglesia en Internet.[7]

- Oficialmente, la Iglesia católica sostiene que el Pacto Mosaico sí ha tenido lugar y que completado y perfeccionado por el Nuevo Pacto, a través de la figura de Cristo. Sin embargo, la Iglesia Católica no enseña que el actual pueblo judío sea irrelevante en lo que concierne a la profecía bíblica y la escatología.[8]

- Para la Iglesia católica, el pueblo judío es testimonio y recordatorio de que los "dones y el llamado del Señor son irrevocables" (Romanos 11:19).[9]

- La Iglesia reconoce una relación constante y singular entre el Pueblo de Israel, Dios, y la Iglesia.[10]

- Dejando de lado la posición propia de la Iglesia en tiempos pre-modernos, la Iglesia Católica actual enseña que en la Escritura existe no una ruptura sino una continuidad integral entre los Testamentos.[11]

## Controversia
En un sermón de 2001, Gustavo E. Podestá declaró que "El Talmud es el libro por excelencia del judaísmo post-bíblico. Decir que los judíos son los hombres del antiguo testamento es no entender nada. Los hombres del antiguo testamento ya murieron. Sus herederos legítimos son, en todo caso, los cristianos. El judaísmo posterior al 70 no es sino la inflación pavorosa del orgulloso legalismo fariseo."
Anónimamente se ha dado respuesta a la prédica de Podestá en los siguientes términos: "Notable en este sermón es además el lenguaje agresivo contra el judaísmo y la adopción de teorías conspiracionistas, como por ejemplo la idea de que el judaísmo 'ha estado detrás del nacimiento de la masonería, del protestantismo, de la revolución francesa, del marxismo...' Lo cual apoya la idea de que la Teoría del Reemplazo está estrechamente ligada con una visión negativa hacia los judíos y/o el judaísmo".

## Reemplazo en otros contextos
En el Islam, la Teoría del Reemplazo también está vigente, ya que para los musulmanes la revelación del profeta Mahoma reemplaza y supera a todas las anteriores, incluyendo aquellas de Moisés y Jesús, ambos comprendidos por los ismaelitas como dos profetas más entre otros tantos, siendo —según el islam— cualquiera de todos ellos de un rango completamente diferente al de Mahoma.